# Vila Fecsa (Lleida)
La Vila Fecsa és una obra del monumentalisme academicista de Lleida protegida com a Bé Cultural d'Interès Local.

## Descripció
Edifici d'oficines entre mitgeres, de planta baixa i tres pisos a la part de l'Avinguda Blondel, i de planta baixa a l'Avinguda Madrid. Façana executada amb pedra, amb dues parts diferenciades: una fins a la segona planta i l'altra rematada amb un frontó. Escala central entorn la qual es distribueixen els locals a cada planta. Pilastres amb capitells jònics. Parets mestres i forjats isostàtics.

## Història
La tercera planta fou afegida amb posterioritat.